# Winkeldispersion

Ein Prisma spaltet aufgrund seines wellenlängenabhängigen Brechungsindex (Dispersion) weißes Licht in seine Spektralfarben auf.

Winkeldispersion ist ein Begriff der Optik und ist ein Maß für die Wellenlängenaufspaltung einer polychromatischen Welle (zum Beispiel ein Lichtstrahl weißen Lichts) durch ein Prisma oder optisches Gitter.
Man definiert die Änderung des Ausfallswinkels {\displaystyle \beta } nach der Wellenlänge {\displaystyle \lambda } als Winkeldispersion {\displaystyle w_{D}}:
{\displaystyle w_{D}={\frac {\mathrm {d} \beta }{\mathrm {d} \lambda }}}
Für ein Prisma lässt sich die Formel
{\displaystyle w_{D}={\frac {2\sin(\varepsilon /2)}{\sqrt {1-n^{2}\sin ^{2}(\varepsilon /2)}}}{\frac {\mathrm {d} n}{\mathrm {d} \lambda }}}
herleiten. Dabei ist {\displaystyle \varepsilon } der Prismawinkel eines gleichschenkligen Prismas und n der wellenlängenabhängige Brechungsindex. Die spektrale Dispersion {\displaystyle {\frac {\mathrm {d} n}{\mathrm {d} \lambda }}} hängt nur von der Wellenlänge selbst und dem Material des Prismas ab. Die Winkeldispersion ist dagegen vom Prismawinkel abhängig, aber nicht von der Größe des Prismas oder dem Einfallswinkel.